# Suffocating Under Words of Sorrow (What Can I Do)
Suffocating Under Words of Sorrow (What Can I Do) è una canzone della band metal Bullet for My Valentine, ed è il secondo singolo del loro album The Poison. La canzone è stata distribuita il 19 settembre 2005 etichettato Visible Noise.
Il singolo è stato pubblicato in tre formati, un CD e due vinili.

## Tracce
Promo CD
1. Suffocating Under Words of Sorrow (What Can I Do) (Radio Version)
2. Suffocating Under Words of Sorrow (What Can I Do) (Album Version)

CD
1. Suffocating Under Words of Sorrow (What Can I Do)
2. Spit You Out (live)

7" 1 (Blu)
1. Suffocating Under Words of Sorrow (What Can I Do)
2. Room 409 (live)

7" 2 (Verde)
1. Suffocating Under Words of Sorrow (What Can I Do)

## Curiosità
- La traccia è presente nel film SAW III.
- Nei live, gli urli della canzone sono fatti per la maggior parte dal bassista, Jay.

## Formazione
- Matthew Tuck - voce, chitarra
- Jason James - voce, basso
- Michael Paget - chitarra
- Michael Thomas - batteria